# Glyptemys insculpta
A Glyptemys insculpta ou tartaruga-da-madeira é uma espécie de tartaruga endémica da América do Norte, do género Glyptemys, ao qual pertence apenas mais uma espécie: a tartaruga-de-muhlenberg (Clemmys muhlenbergi). A carapaça da tartaruga-da-madeira pode medir entre 14 a 20 centímetros e apresenta um padrão piramidal muito característico. Morfologicamente, ela assemelha-se à tartaruga-de-muhlenberg, à tartaruga pintalgada (Clemmys guttata) e à tartaruga-de-Blanding (Emydoidea blandingi). Encontramos a tartaruga-da-madeira numa longa faixa de território, que se estende desde a Nova Escócia, a norte e leste, até ao Minnesota, a oeste, e a Virginia, a sul. No passado, a formação de icebergues tê-la-à forçado a descer e tal como comprovam as ossadas desta espécie encontradas mais a sul, na Georgia.
A tartaruga-da-madeira passa uma grande parte do seu tempo dentro de água, ou nas imediações, preferindo ribeiros baixos e cristalinos com fundos compactos e arenosos. Embora também habite em florestas e pradarias, raramente a veremos muito longe de um curso de água. Não abertamente territorial, é uma criatura diurna que hiberna no Inverno e passa as épocas mais quentes do Verão em estio.
Omnívora, a tartaruga-da-madeira tanto se alimenta em terra como na água e desloca-se, em média, 108 metros por dia - o que é uma distância considerável. Se, por um lado, coabita com muitos animais que a ameaçam, por outro, os seres humanos acabam por causar inadvertidamente a morte a centenas de tartarugas-da-madeira, com a destruição do seu habitat, o trânsito rodoviário, acidentes agrícolas e a captura ilícita. Em geral, esta espécie pode viver até aos 40 anos, no estado selvagem, e até aos 58 anos, em cativeiro.